# 무녀도 (군산시)
무녀도(巫女島)는 전북특별자치도 군산시 옥도면 무녀도리에 속하는 면적 1.75 km2, 해안선 길이 11.6 km의 섬이다. 선유도와 신시도 사이에 있으며, 두 섬과 함께 고군산군도의 중심을 이룬다.
섬의 서남쪽에 있는 주산인 무녀봉(巫女峯) 앞에 장구 모양의 장구섬과 술잔 모양의 섬이 있어서, 선유도에서 남쪽으로 무녀도를 바라볼 때 마치 무당이 굿춤을 추는 모습처럼 보인다고 하여 무녀도(巫女島)라 부른다.
섬에는 2개의 마을이 있는데, 섬의 서북부에 있는 무녀1구는 '서들이(서드이)', 동남부에 있는 무녀2구는 '모개미'라고 한다.

## 교통
2016년 7월 5일에 새만금방조제와 고군산군도의 주요 섬들(무녀도, 신시도, 선유도, 장자도)을 연결하는 왕복 2차선의 고군산로 중 새만금방조제부터 이 섬 동쪽의 무녀교(巫女橋)까지 구간이 개통되어 육지와 연결되었고, 2017년 12월 28일에 도로가 완전 개통되었다. 이 도로의 개통 전에 주민과 관광객은 주로 군산항 연안여객터미널에서 운항되는 정기 여객선을 이용해 육지와 교통하였다.
무녀도는 이미 1986년 12월에 완공된 길이 268 m, 폭 3 m, 높이 30 m의 선유구교(仙遊舊橋)로 선유도와 연결되었는데, 이 다리는 폭이 좁고 설계하중이 0.5톤(500kg)에 불과해 오토바이 정도까지만 이용할 수 있다.

## 같이 보기
- 무녀도초등학교
- 무녀도항
- 선유도
- 신시도